# Under marxismens banér
Under marxismens banér (ryska: Под знаменем марксизма: Pod znamenem marksizma) var en sovjetisk månatlig tidskrift. Tidskriften, som utkom från 1922 till 1944, innehöll i huvudsak filosofiska och socioekonomiska artiklar.
Bland tidningens chefredaktörer fanns Vagarsjak Ter-Vaganjan, Abram Deborin, Mark Mitin och Michail Iovtjuk. Bland skribenterna märks Lev Trotskij, Jevgenij Preobrazjenskij, Georgij Plechanov och Vladimir Vilenskij-Sibirjakov.
Under marxismens banér lades ned 1944; dess efterföljare var Filosofins problem.

### Översättning
Den här artikeln är helt eller delvis baserad på material från ryskspråkiga Wikipedia, Под знаменем марксизма, 26 juli 2022.